# MGB HGe 4/4 II
De HGe 4/4 II is een elektrische locomotief van de Matterhorn Gotthard Bahn (MGB).

## Geschiedenis
Deze locomotieven werden in de jaren 1980 door Schweizerische Lokomotiv- und Maschinenfabrik (SLM), Brown, Boveri & Cie (BBC) en Asea Brown Boveri (ABB) ontwikkeld en gebouwd voor de SBB Brünigbahn als HGe 4/4 101 en de Furka-Oberalp-Bahn (FO) en de Brig-Visp-Zermatt-Bahn (BVZ) ) als HGe 4/4 II.

## Constructie en techniek
De locomotieven zijn opgebouwd met een lichtstalen frame. De locomotief is voorzien kleine gelijkstroommotoren die traploos door thyristoren werden aangestuurd. De techniek van deze locomotief is afgeleid van de in 1989 ontwikkelde locomotieven voor de Schweizerische Bundesbahnen van het type Re 4/4 IV en NPZ.

### Tandradsysteem
Deze locomotieven zijn voorzien van het tandradsysteem Abt. Abt is een systeem voor tandradspoorwegen, ontwikkeld door de Zwitserse ingenieur Carl Roman Abt (1850-1933).

### Namen
De Matterhorn Gotthard Bahn (MGB) heeft de volgende namen op de locomotieven geplaatst:
| Nummer MGB | Naam                       | Opmerking                                |
| ---------- | -------------------------- | ---------------------------------------- |
| 101        | Ville de Sion / Sitten     | ex FO 101, prototype                     |
| 102        | Altdorf                    | ex FO 102, prototype                     |
| 103        | Chur / Marcau da Cuera     | ex FO 103, prototype                     |
| 104        | Furka                      | ex Brünigbahn 1951, prototype, ex FO 104 |
| 105        | Oberalp / Alp Su           | ex Brünigbahn 1952, prototype, ex FO 105 |
| 106        | St. Gotthard / S. Gottardo | ex FO 106                                |
| 107        | Grimsel                    | ex FO 107                                |
| 108        | Nufenen                    | ex FO 108                                |
| 1          | Matterhorn                 | ex BVZ 1                                 |
| 2          | Monte Rosa                 | ex BVZ 2                                 |
| 3          | Dom                        | ex BVZ 3                                 |
| 4          | Täschhorn                  | ex BVZ 4                                 |
| 5          | Mount Fuji                 | ex BVZ 5                                 |

## Treindiensten
Deze treinen worden door Matterhorn Gotthard Bahn (MGB) ingezet op de volgende trajecten.
- Zermatt - Visp - Brig
- Brig - Andermatt - Disentis/Mustér

## Foto's

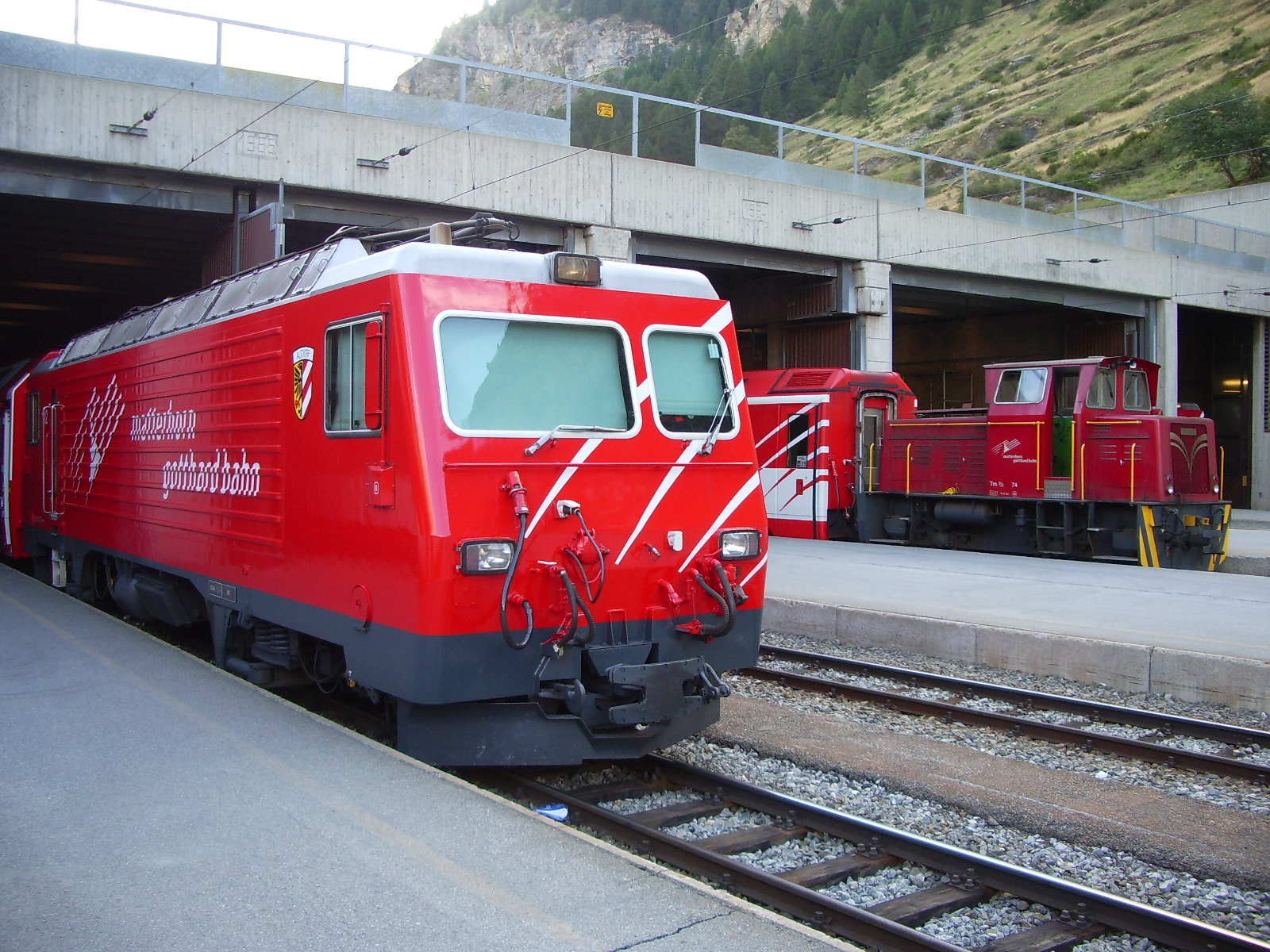
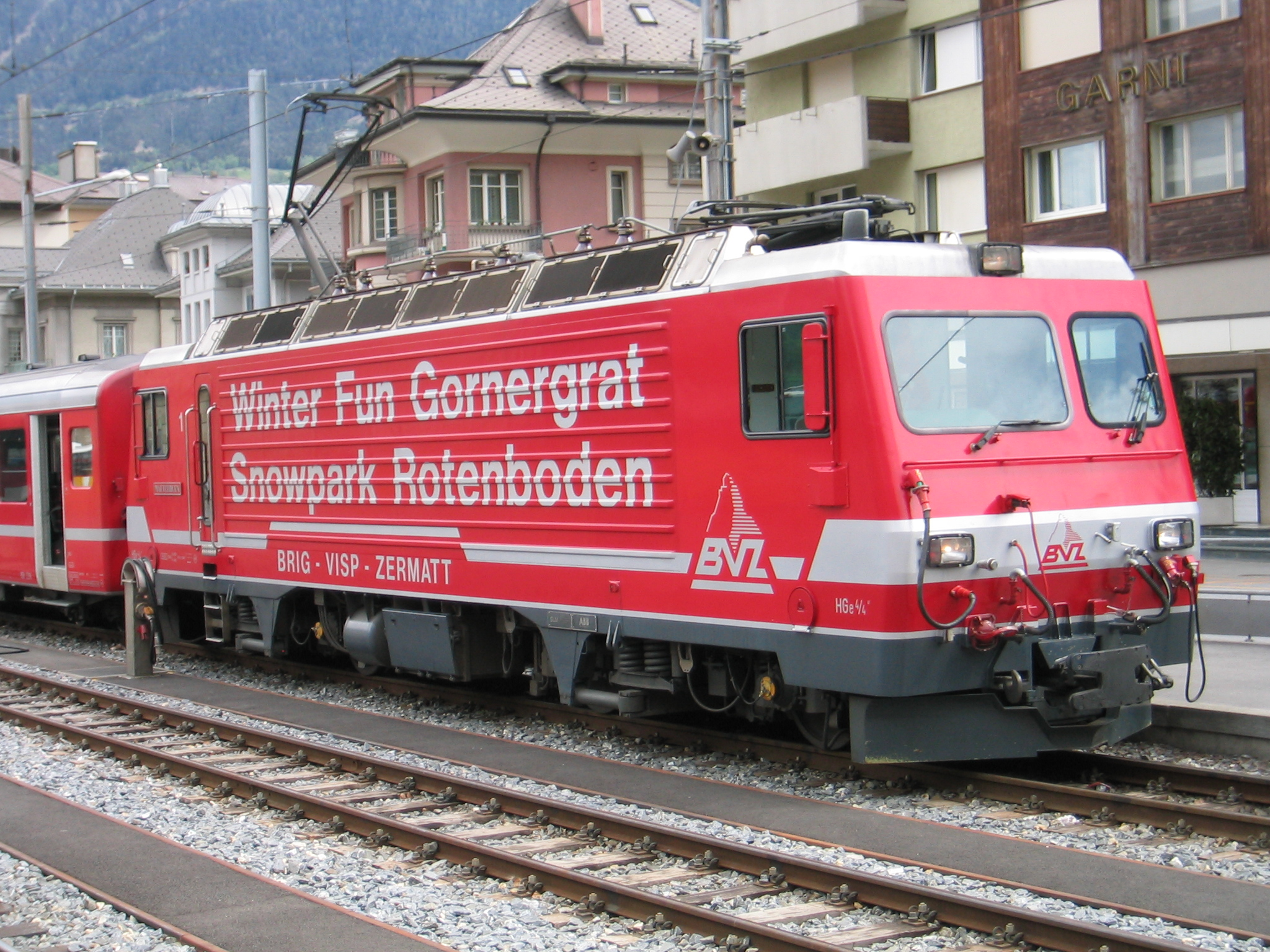
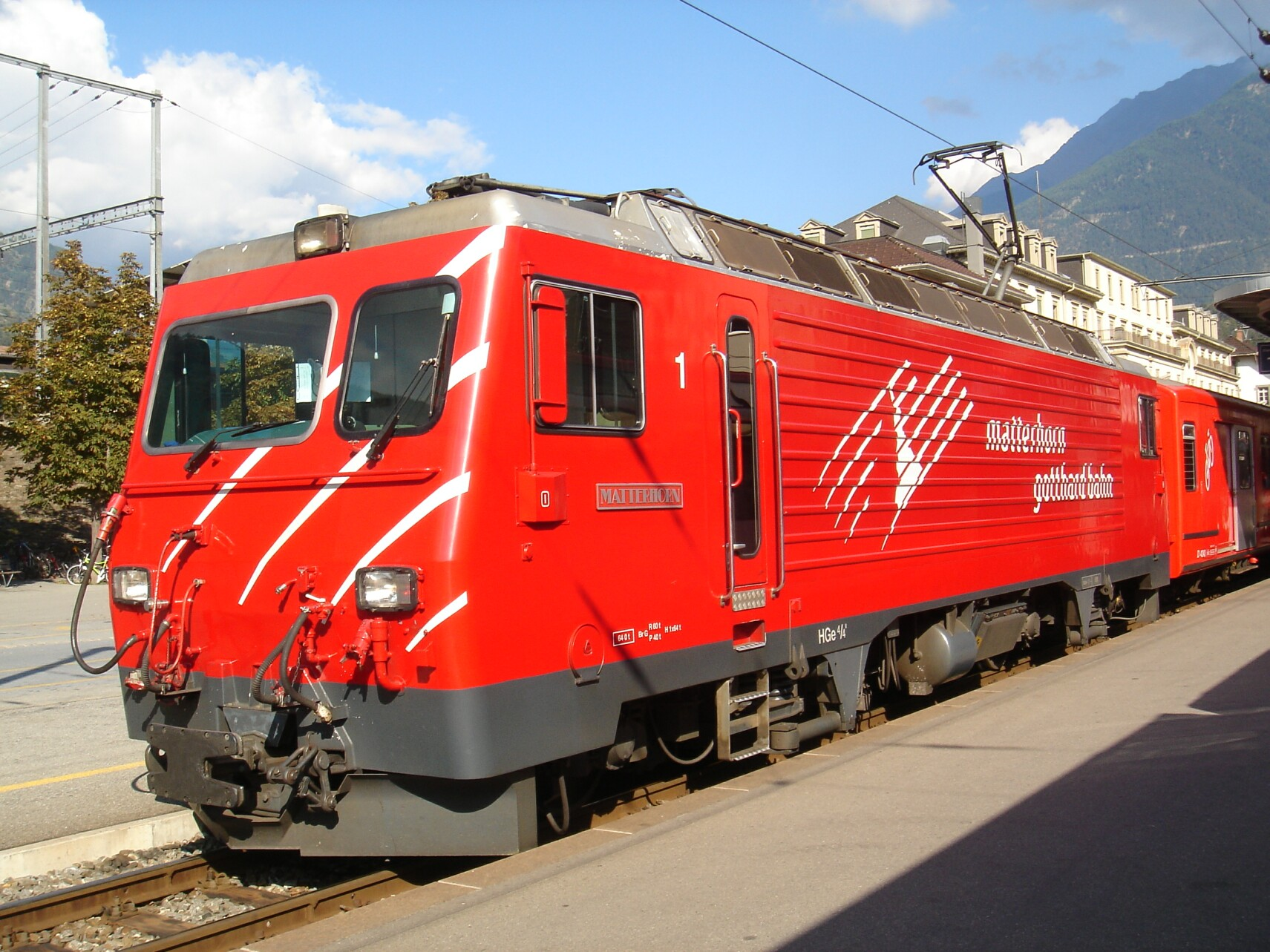

Voormalige spoorwegondernemingen: Furka-Oberalp-Bahn (FO) · Schöllenenbahn (SchB) · Brig-Visp-Zermatt-Bahn (BVZ)